# بوگوسواویتسه (استان اشوی‌داشکسیه)
بوگوسواویتسه (به لهستانی: Bogusławice) یک منطقهٔ مسکونی در لهستان است که در گمینا سادوویه واقع شده‌است. بوگوسواویتسه ۲۷۰ نفر جمعیت دارد.